# Anemone tenuifolia
Anemone tenuifolia là một loài thực vật có hoa trong họ Mao lương. Loài này được (L.f.) DC. mô tả khoa học đầu tiên năm 1817.

## Hình ảnh

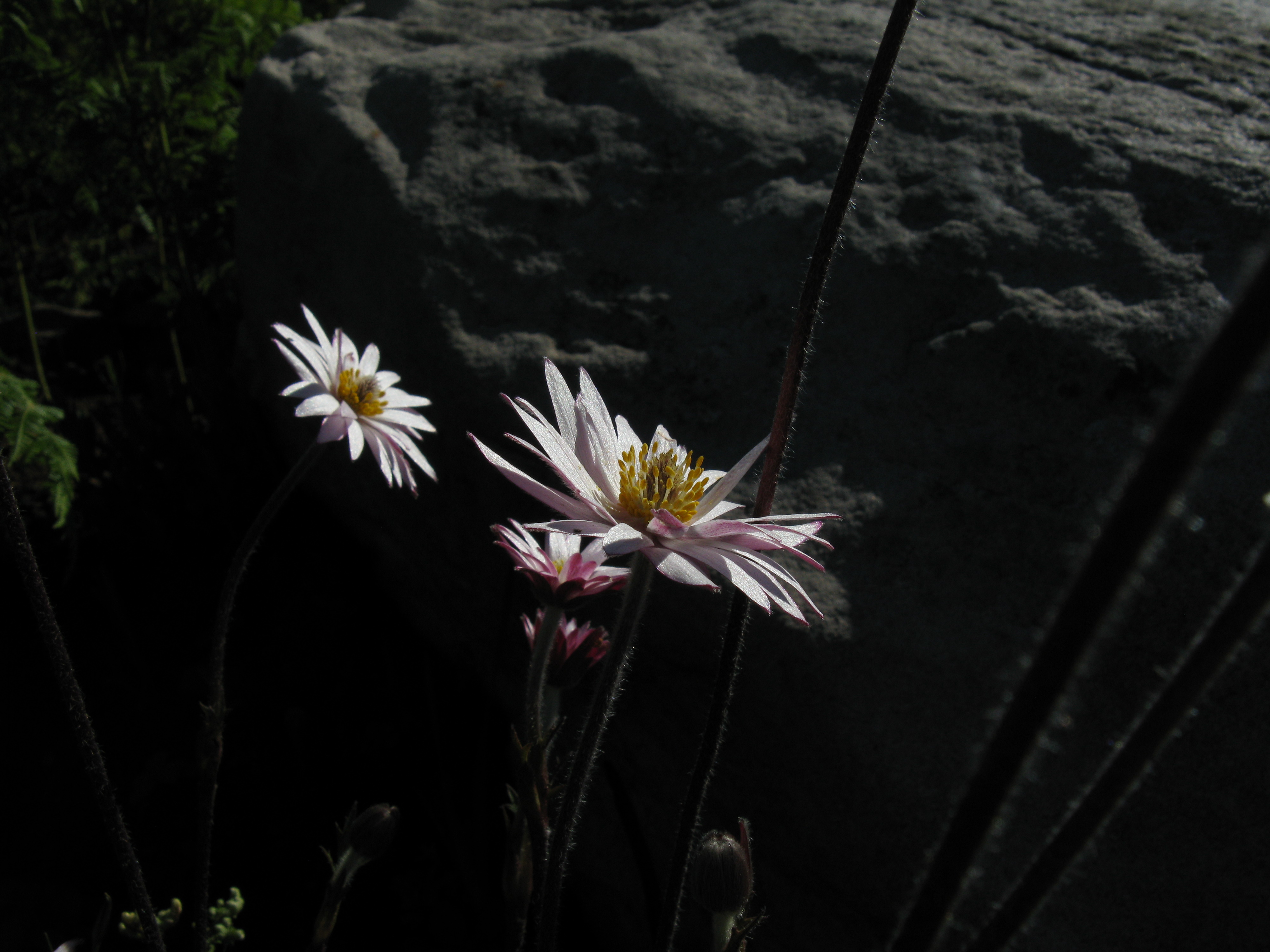
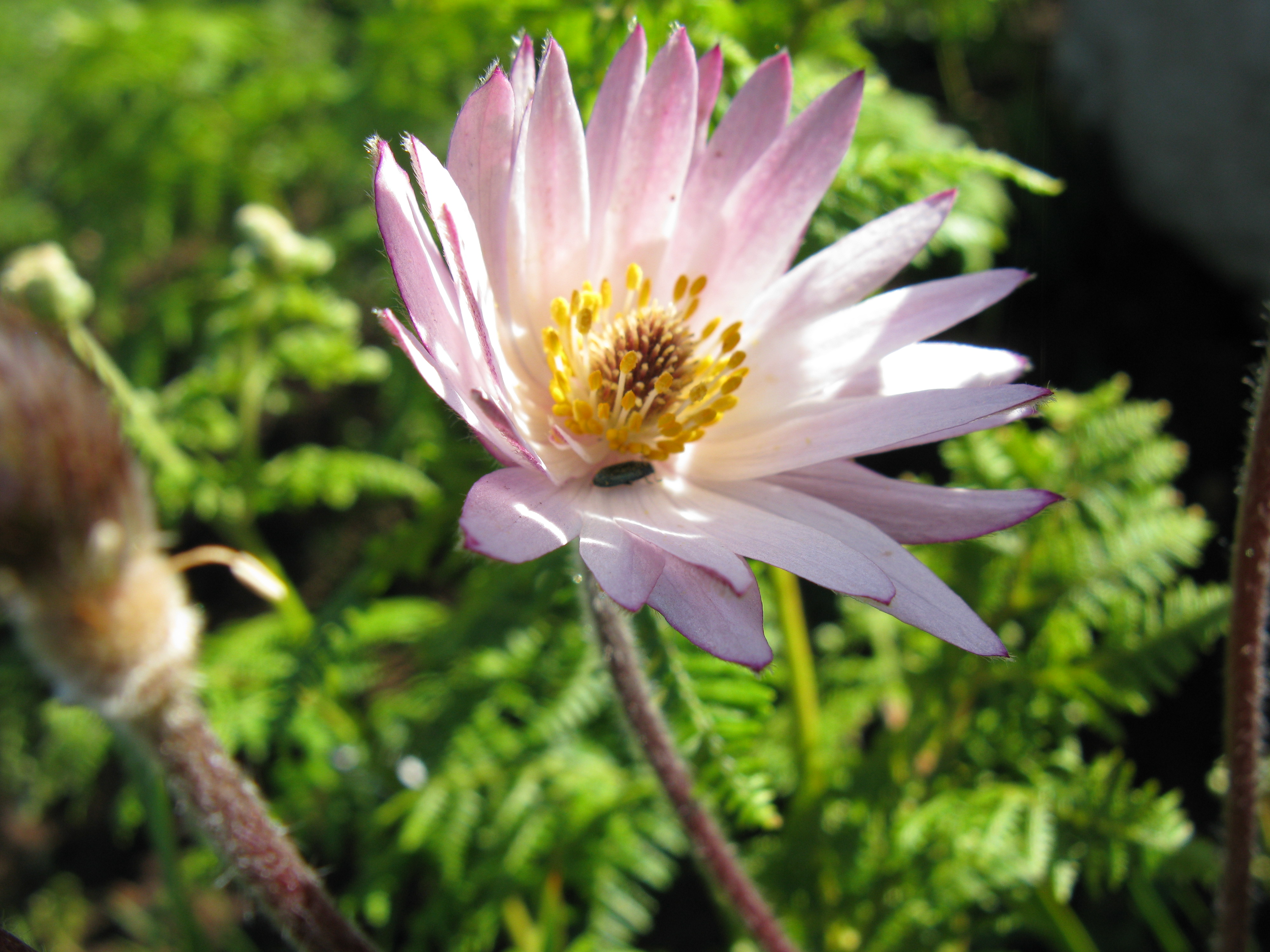
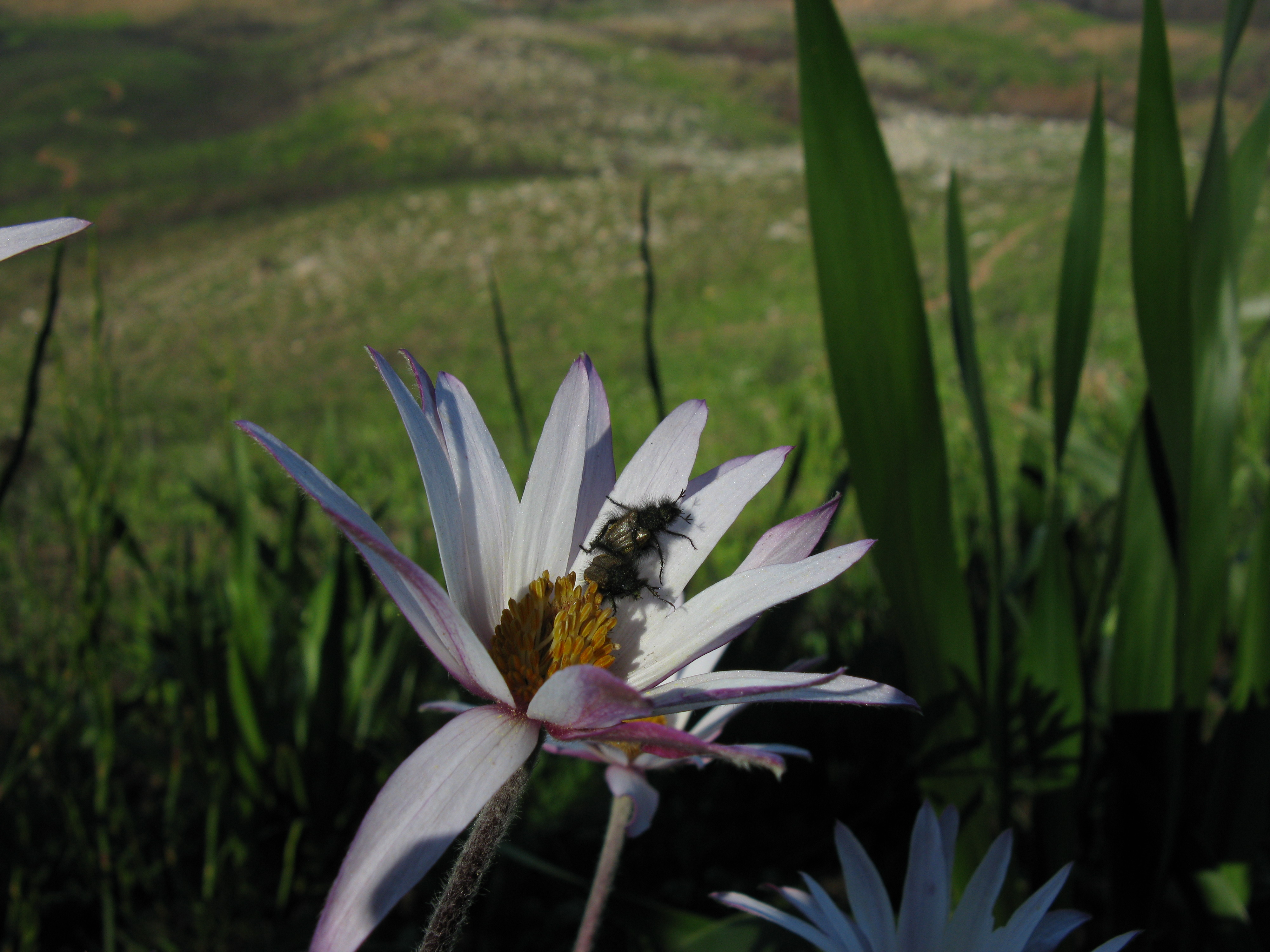
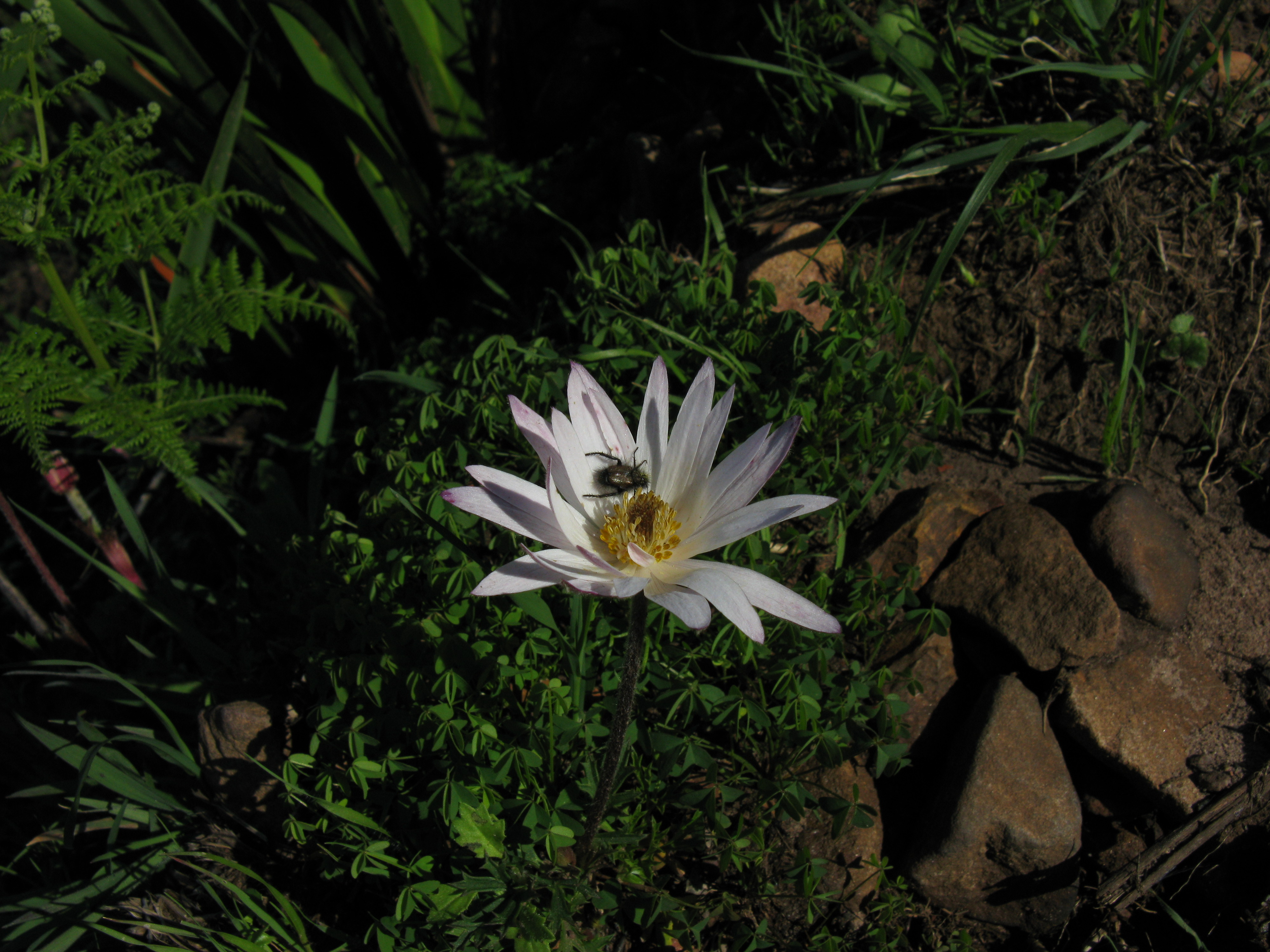